# 화려한 고립
화려한 고립(Splendid isolation)은 외국과의 동맹 및 복잡한 관계를 피하는 외교 전략이다. 몇몇 사가들은 보수당 총리 벤저민 디즈레일리와 제3대 솔즈베리 후작 로버트 개스코인세실의 영국이 19세기 후반 추구한 외교 정책을 표현하고자 이 말을 쓴다. 1866년 영국 외무부 장관 더비 경은 이 정책을 다음과 같이 설명했다.
우리나라가 있는 지리적 위치와 관련해서 모든 주변국들과 호의를 유지하지만 그 어떤 주변국과도 단일한 혹은 독점적 동맹에 관여하지 않는 것, 특히 모든 외국 내정에 불필요하고 성가시게 간섭하지 않도록 노력하는 것이 우리나라 정부의 의무다.

1896년 1월 영국이 유럽에 최소한으로 간섭하는 것을 좋게 생각하는 캐나다의 정치가 조지 율라스 포스터(George Eulas Foster)가 “위대한 모국인 (대영)제국이 유럽에서 화려하게 고립되는”이라고 말하며 화려한 고립이라는 표현을 처음 만들었다.

## 배경
19세기 영국 외교 정책의 주목적은 유럽의 세력 균형 유지와 균형 붕괴시 간섭하는 것이었다. 부차적 목적은 식민지와 자치령에 대한 이권을 지키는 것이었다. 자유무역이 영국을 번영케 했기 때문이다. 식민지로 가는 해로, 특히 수에즈 운하를 통해 본토와 인도를 잇는 해로는 핵심적이었다.
이 정책은 여타 유럽 강대국들과 함께 영구적 동맹을 맺거나 책임을 지지 않는 것으로 대표된다.

## 비스마르크와 솔즈베리
1871년 독일 통일 후 독일 총리 오토 폰 비스마르크는 프랑스가 프로이센-프랑스 전쟁에서의 패배를 보복하는 것을 막고자 삼제 동맹과 독오 동맹을 시작으로 다른 유럽 강대국들과 동맹하고자 했다. 삼국 동맹이 1882년 독일, 오스트리아-헝가리 제국, 이탈리아 간에 맺어졌다.
독일의 산업적 군사적 성장은 영국을 불안하게 했지만 영국의 정책입안자들은 비스마르크 하에 현상유지가 가능하다고 생각했다.
1882년 영국-이집트 전쟁에서 영국이 이집트를 차지했다. 그리고 영국은 지중해에서의 현상유지를 원했고 이로 인해 이탈리아 및 오스트리아-헝가리 제국과 제1차 지중해 협정을 맺었는데 이는 위급 상황 시 동일한 입장을 취하는 것이었다. 제2차 지중해 협정은 1887년 12월 12일에 맺어졌는데 더 구체화됐다. 법적 구속력이 있지 않았는데 이는 의회 승인이 필요없다는 것을 뜻한다.
이 협정들을 통해 솔즈베리는 공식적 동맹을 맺을 필요 없이 독일 정책에 자국 정책을 맞춰나갈 필요가 없었다. 왜냐하면 독일은 프랑스의 이집트 개입에 반대했고 영국은 오스트리아-헝가리 제국과 동맹이었기 때문이다. 그러나 1890년 비스마르크 실각 및 새로운 독일 황제 빌헬름 2세의 불안정한 행보 이후 화려한 고립 정책은 무너졌다. 독일의 적대감 증가, 해군 증강, 러불 동맹은 국제 상황에 대해 아주 염려하게 했다. 삼국 간섭 이후 조지프 체임벌린 등의 정치가들은 공식적 동맹을 갖지 않는 정책에 의문을 던졌다.
빌헬름 2세는 ‘영국의 삼국 동맹에 대한 무임승차’를 끝내고자 했고 유럽이 양대 세력권으로 고착화되면서 영국에게는 동맹 한 곳에 참가하거나 동맹을 유지하지 않는 선택권 밖에 주어지지 않았다.

## 정책 폐기
20세기가 되며 고립 정책은 미국과 ‘특수 관계’를 세우고 1902년에 제1차 영일동맹을 맺으며 폐기되기 시작했다. 그러나 T. G. 오트(T. G. Otte)처럼 영일 동맹을 영국의 유럽 대륙에 대한 무관심으로 보는 시각도 있다.
1900년 조지프 체임벌린과 제5대 랜즈다운 후작 헨리 페티피츠모리스는 유럽 사정에 더 깊이 간섭함으로써 화려한 고립 정책을 폐기하고자 했다. 영국은 핵심분쟁들을 처리함으로써 유럽 국가들과의 관계를 정상화하기 시작했다. 영불 협상과 영러 협상이 각각 1904년과 1907년에 이뤄졌다. 1882년 삼국 동맹으로 시작해서 25년 후 삼국 협상으로 완성된 유럽 동맹체계는 제1차 세계 대전 발발하게 된 중요한 요인이다.

## 사가들의 평가
외교사학자 마가릿 맥밀란(Margaret McMillan)은 1897년 영국이 고립된 것은 맞지만 화려한 것은 아니었다고 했다. 왜냐하면 영국은 미국, 프랑스, 독일, 러시아와 분쟁 중이었을 때 진정한 우방이 없었기 때문이다.
사가들은 화려한 고립이 의도적이었는지 혹은 동시대 사건들에 의해 결정된 것인지 논의해왔다. A. J. P. 테일러는 그 정책은 한정된 의미로서만 존재했다고 하며 이렇게 주장했다. “영국은 확실히 유럽 세력 균형과 관련되는 것을 확실히 멈췄고 알아서 해결될 것이라고 생각했다. 그러나 유럽 외부의 일에 대해 특히 근동과 관련해 유럽 대륙 강대국들과 밀접한 관계를 유지했다”
존 참리(John Charmley)는 화려한 고립은 1894년 러불 동맹 이전이 아니라 그 후 어쩔 수 없이 이뤄졌다고 주장했다. E. 데이비드 스틸(E. David Steele)은 솔즈베리가 찬란한 고립의 가능성을 믿는 사람들이 치르는 비용에 대해 빈정댔다고 했다.
솔즈베리는 화려한 고립이라는 표현을 쓴 적이 없었고 그 용어 사용에 대해 확실히 반대했다. 솔즈베리는 유럽 사정에 완전히 간섭하지 않는 것이 위험하다고 간주했다. 솔즈베리 전기 작가들 중 하나는 그 용어가 솔즈베리의 외교정책 명칭에 부적합하게 붙여졌다고 주장했다.

## 21세기 용어 부활
2011년 영국 총리 데이비드 캐머런이 유로존을 구제하고 유럽 국가 부채 위기를 해결하는 합의를 거부했을 때 이 용어가 회귀했다. 유럽에서 ‘찬란한 고립’의 전통적 입장을 추구하는 보수당 의원들이 이를 환영했다.
이 용어는 또한 2016년 브렉시트 투표 이전에 존 메이저를 포함한 EU 잔류파들이 조롱조로 쓰곤 했다.

## 같이 보기
- 고립주의
- 먼로주의
- 팍스 브리타니카
- 2016년 영국 유럽 연합 회원국 국민투표
- 팍스 브리타니카